# واباش (إنديانا)
بلدة واباش (بالإنجليزية: Wabash Township)‏ هي واحدة من اثني عشرة بلدة في مقاطعة آدمز، إنديانا. اعتباراً من تعداد عام 2010 كان عدد سكانها 6,223.

## الجغرافيا
وفقاً لتعداد عام 2010، تبلغ مساحة البلدة الإجمالية (94.7 كم²)، منها (93.6 كم² أو 98.80%) يابسة و(1.1 كم² أو 1.20%) ماء.

### المدن والبلدات الموجودة بها
- برن (النصف الجنوبي)
- جينيفا